# 精子ロボット
精子ロボットは、精子の機能を模したロボット。

## 概要
精子ロボットには2系統があり、本物の精子を改造したタイプと完全に人工物で精子の機能を模したタイプがある。現時点では本物の精子を改造したタイプの開発が先行する。
ドラッグデリバリーや不妊治療を想定して開発が進められており、必要な薬を必要な細胞だけへ、必要なタイミングで、必要な量だけ運ぶ事を目的とする。これまでは赤血球や白血球が検討されていたが、近年では精子を利用する提案がされている。制御は磁力を使用する。精子ロボットを制御するためには微弱な振動磁場を印加することでコバルトニッケルの層でできたその頭部がトルクを感じ、人工鞭毛が回転を始めて推進力が生まれる。

## 用途
- ドラッグデリバリー
- 不妊治療